# Gran Premio d'Australia 2012
Il Gran Premio d'Australia 2012 è stata la prima prova della stagione 2012 del campionato mondiale di Formula 1. La gara si è svolta domenica 18 marzo 2012 sul circuito di Albert Park a Melbourne ed è stata vinta da Jenson Button su McLaren-Mercedes. Button, al suo tredicesimo successo in carriera, ha preceduto sul traguardo Sebastian Vettel su Red Bull Racing-Renault e il suo compagno di squadra Lewis Hamilton.

## Vigilia

### Aspetti tecnici
La Pirelli, fornitore unico degli pneumatici, annuncia per questo gran premio coperture di tipo medio e morbido.
La Williams passa, nel 2012, a motori Renault, al posto dei Cosworth. La scuderia inglese ha corso 146 gran premi motorizzata dalla casa francese, conquistando 63 vittorie, 79 pole, 69 giri veloci, 141 podi, quattro titoli piloti e cinque costruttori tra il 1989 e il 1997.
L'HRT chiede alla FIA un rinvio del controllo tecnico sulla vettura di Pedro de la Rosa. Solitamente tale controllo è effettuato il giovedì prima della gara. La scuderia spagnola chiede, per il ritardo nella costruzione della monoposto, che ciò avvenga al venerdì.
La Red Bull e la Lotus protestano contro un dispositivo dell'ala posteriore della Mercedes F1 W03 che, durante l'utilizzo del DRS, fa stallare l'ala stessa, accrescendo la velocità massima. Tale soluzione viene però considerata legale dai commissari.

### Aspetti sportivi
Da questo gran premio il Team Lotus diventa Caterham F1 Team e la Lotus Renault GP si ridenomina in Lotus F1 Team. Tale cambiamento è dovuto anche alla lunga diatriba che ha diviso nel corso del 2011 il Team Lotus di Tony Fernandes e la Lotus Cars, in merito all'utilizzo del nome Lotus in Formula 1. A seguito dell'entrata nel capitale azionario della scuderia da parte della casa russa Marussia Motors, la Virgin Racing diventa Marussia F1 Team. Anche la Mercedes GP cambia il suo nome in Mercedes AMG Petronas Formula 1 Team, inserendo nel nome l'AMG, un'azienda tedesca nota per la collaborazione con Mercedes-Benz nella costruzione dei modelli sportivi del marchio tedesco.
Ritorna in Formula 1 il finnico Kimi Räikkönen, campione del mondo nel 2007, che trova un ingaggio alla Lotus-Renault. Diventano così ben 6 i piloti iscritti che hanno vinto il titolo mondiale, un record (oltre a lui anche Sebastian Vettel, Jenson Button, Lewis Hamilton, Fernando Alonso e Michael Schumacher). Per affiancare il finlandese, nonostante un contratto in essere con Vitalij Petrov, la Lotus-Renault ha annunciato quale pilota titolare Romain Grosjean.  L'ex pilota della Renault, Bruno Senna, sostituisce il suo connazionale Rubens Barrichello alla Williams-Renault.
L'HRT ha annunciato l'ingaggio del pilota spagnolo Pedro de la Rosa quale titolare per le stagioni 2012 e 2013. Nel corso del 2011 sostituì Sergio Pérez alla Sauber nel Gran Premio del Canada.  A far coppia con l'iberico è stato richiamato l'indiano Narain Karthikeyan che nel 2011 era pilota titolare per la scuderia nella prima parte della stagione. Charles Pic, pilota francese impegnato nel 2011 nella GP2 Series, viene ingaggiato come pilota titolare della Marussia.
La Scuderia Toro Rosso ha cambiato entrambi i piloti titolari per la stagione: la scuderia indica l'australiano Daniel Ricciardo (che aveva svolto le prime prove libere del venerdì con la casa faentina nella parte iniziale della stagione, prima di correre gli ultimi 11 gran premi stagionali con l'HRT-Cosworth) e il francese Jean-Éric Vergne, che aveva svolto in tre occasioni la prima sessione di prove del venerdì nel 2011, sempre con la STR.
La Force India  promuove Nico Hülkenberg dal ruolo di terzo pilota a quello di titolare. Hülkenberg aveva corso nel 2010 con la Williams-Cosworth, cogliendo anche una pole position. Solo per questo gran premio la casa indiana nomina Gary Paffett come pilota di riserva, essendo Jules Bianchi impegnato in Formula Renault 3.5.  La Caterham sostituisce, come pilota titolare, Jarno Trulli con Vitalij Petrov. Per la prima volta dal Gran Premio del Messico 1970 a una gara iridata non è iscritto nessun pilota italiano, mentre il Gran Premio di Germania 1973 fu l'ultimo in cui nessun pilota italiano non prese parte nemmeno alle prove (Arturo Merzario, iscritto dalla Scuderia Ferrari, non partecipò per l'indisponibilità della vettura).
L'ex pilota britannico Johnny Herbert è nominato commissario aggiunto dalla FIA. Herbert aveva già svolto tale funzione nello stesso gran premio nel 2011 e, sempre nel 2011 nel Gran Premio d'India.
Vengono stabilite due zone per l'uso del DRS durante la gara, anche se vi è un solo punto di rilevamento del distacco tra le vetture. La zona di rilevamento si trova prima della curva Stewart, con il punto della prima attivazione che sarà sul rettilineo iniziale, come nel 2011. Il punto di attivazione aggiunto è posto dopo la curva Jones, e lo strumento potrà essere usato fino alla Whiteford.

## Prove

### Resoconto
La prima giornata di prove è caratterizzata dalla pioggia caduta prima dell'inizio delle stesse, che rende la pista umida e costringe i piloti a utilizzare gomme intermedie.
Nella prima sessione il primo a scendere in pista è stato il pilota di casa Daniel Ricciardo su STR-Ferrari. Il primo a montare gomme da asciutto è stato invece Kamui Kobayashi della Sauber. In questa fase si è portato al comando Mark Webber, battuto poi dai due della Mercedes. A dieci minuti dal termine Jenson Button ha fatto segnare il tempo migliore della sessione. Felipe Massa è stato protagonista di un testacoda, mentre l'HRT ha svolto solo tre giri con Narain Karthikeyan senza girare con Pedro de la Rosa.
La seconda sessione è stata maggiormente penalizzata dalla pioggia, tanto che i piloti hanno montato gomme da asciutto solo negli ultimi venti minuti. Il tempo migliore è fatto segnare da Michael Schumacher, che precede il connazionale Nico Hülkenberg di un decimo circa.
La sessione di sabato si è svolta con pista asciutta. I tempi migliori inizialmente sono stati fatti segnare dal duo della Mercedes, che per primo aveva optato per le gomme morbide. Nelle fasi finali della sessione è stato però Lewis Hamilton a prendere la testa della classifica, davanti al francese Romain Grosjean. I tempi sono stati molti vicini, coi primi nove piloti racchiusi in meno di un secondo di distacco. Sebastian Vettel è stato autore di un testacoda, così come Michael Schumacher. Il primo è finito nella via di fuga in ghiaia della curva Clark.

### Risultati
Nella prima sessione del venerdì si è avuta questa situazione:
| Pos | Nº | Pilota             | Costruttore      | Tempo    | Gap    | Giri |
| --- | -- | ------------------ | ---------------- | -------- | ------ | ---- |
| 1   | 3  | Jenson Button      | McLaren-Mercedes | 1'27"560 |        | 11   |
| 2   | 4  | Lewis Hamilton     | McLaren-Mercedes | 1'27"805 | +0"245 | 14   |
| 3   | 7  | Michael Schumacher | Mercedes         | 1'28"235 | +0"675 | 17   |

Nella seconda sessione del venerdì si è avuta questa situazione:
| Pos | Nº | Pilota             | Costruttore          | Tempo    | Gap    | Giri |
| --- | -- | ------------------ | -------------------- | -------- | ------ | ---- |
| 1   | 7  | Michael Schumacher | Mercedes             | 1'29"183 |        | 16   |
| 2   | 12 | Nico Hülkenberg    | Force India-Mercedes | 1'29"292 | +0"109 | 19   |
| 3   | 15 | Sergio Pérez       | Sauber-Ferrari       | 1'30"199 | +1"016 | 23   |

Nella sessione del sabato mattina si è avuta questa situazione:
| Pos | Nº | Pilota          | Costruttore             | Tempo    | Gap    | Giri |
| --- | -- | --------------- | ----------------------- | -------- | ------ | ---- |
| 1   | 4  | Lewis Hamilton  | McLaren-Mercedes        | 1'25"681 |        | 18   |
| 2   | 10 | Romain Grosjean | Lotus-Renault           | 1'25"758 | +0"077 | 21   |
| 3   | 2  | Mark Webber     | Red Bull Racing-Renault | 1'25"900 | +0"219 | 20   |

## Qualifiche

### Resoconto

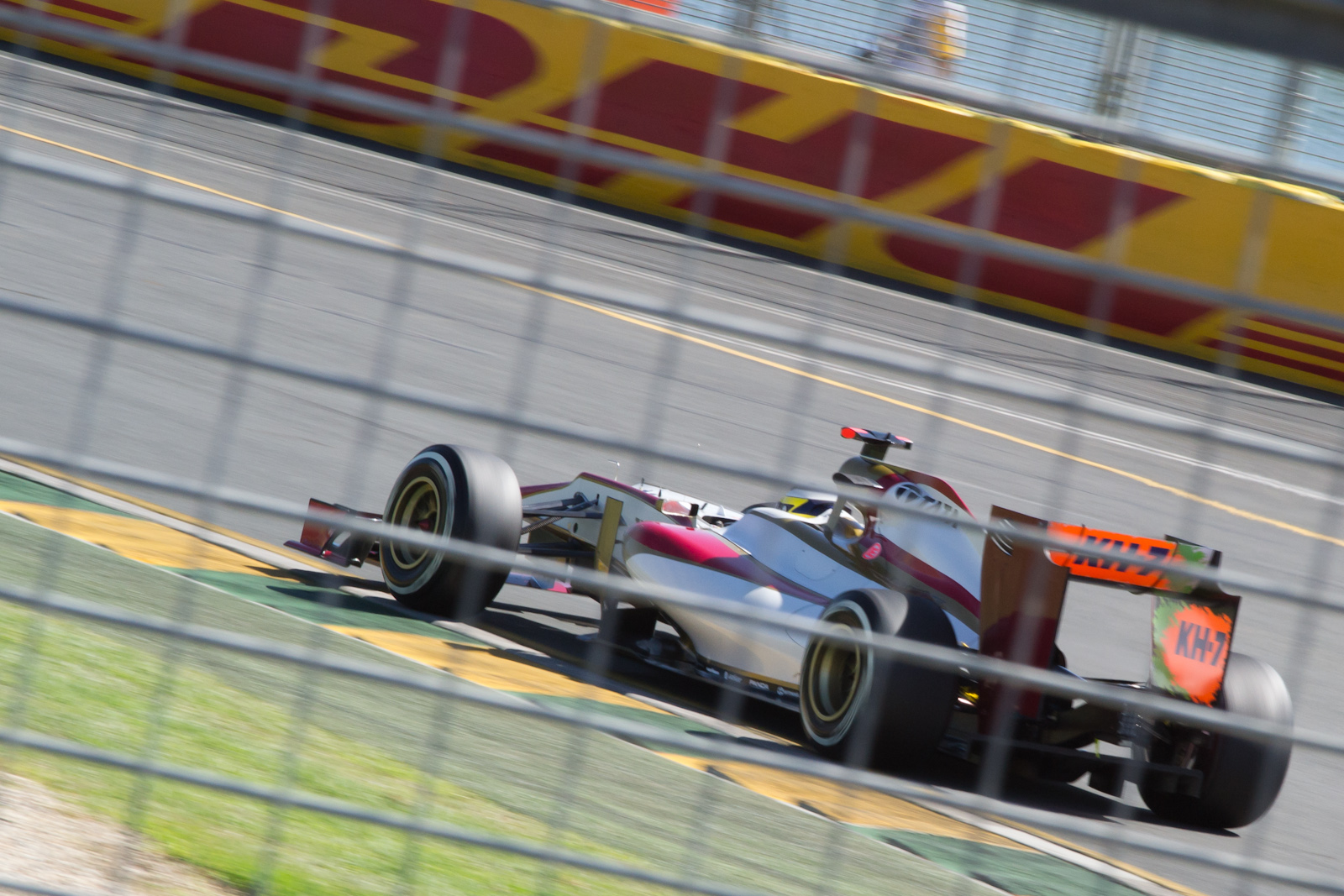
De la Rosa tenta di qualificare la sua HRT. Sia lui che il compagno Karthikeyan, rimasero esclusi facendo segnare un tempo superiore a quello del 107% del poleman.

Anche le qualifiche si svolgono su un tracciato asciutto e con tempo soleggiato. In Q1 il miglior tempo viene fatto segnare da Kamui Kobayashi, su Sauber-Ferrari. Tra i non qualificati, oltre ai piloti di Caterham, Marussia e HRT c'è anche il rientrante in F1 Kimi Räikkönen su Lotus-Renault. I due della HRT hanno un tempo superiore al 107% rispetto a quello di Kobayashi e quindi non si qualificano per la gara, così come accaduto nell'edizione 2011. Il team iberico chiede ai commissari la possibilità di partire ugualmente, ma tale richiesta viene respinta.
In Q2 tutte le scuderie optano immediatamente per le gomme morbide. Fernando Alonso, dopo aver fatto segnare inizialmente il quarto tempo, termina nella via di fuga di sabbia della curva 1 ed è costretto a chiudere anzitempo le sue qualifiche. Per poter rimuovere la sua Ferrari viene esposata la bandiera rossa che determina la sospensione della sessione.
In questa fase vengono eliminati i due piloti della Ferrari, i due della Sauber (con Pérez che non fa segnare tempi per un problema al cambio), Jean-Éric Vergne, Bruno Senna e Paul di Resta.
Nella fase finale Lewis Hamilton fa segnare subito un tempo interessante, seguito da Schumacher e Button. Poco dopo è Sebastian Vettel a porsi in seconda posizione. Nel secondo tentativo Button e Grosjean si avvicinano al tempo di Hamilton, ma senza riuscire a batterlo. Per Hamilton è la pole numero 20, l'ultima risaliva al Gran Premio di Corea 2011.

### Risultati
Nella sessione di qualifica si è avuta questa situazione:
| Pos                         | Nº | Pilota             | Costruttore             | Q1       | Q2          | Q3          | Griglia |
| --------------------------- | -- | ------------------ | ----------------------- | -------- | ----------- | ----------- | ------- |
| 1                           | 4  | Lewis Hamilton     | McLaren-Mercedes        | 1'26"800 | 1'25"626    | 1'24"922    | 1       |
| 2                           | 3  | Jenson Button      | McLaren-Mercedes        | 1'26"832 | 1'25"663    | 1'25"074    | 2       |
| 3                           | 10 | Romain Grosjean    | Lotus-Renault           | 1'26"498 | 1'25"845    | 1'25"302    | 3       |
| 4                           | 7  | Michael Schumacher | Mercedes                | 1'26"586 | 1'25"571    | 1'25"336    | 4       |
| 5                           | 2  | Mark Webber        | Red Bull Racing-Renault | 1'27"117 | 1'26"297    | 1'25"651    | 5       |
| 6                           | 1  | Sebastian Vettel   | Red Bull Racing-Renault | 1'26"773 | 1'25"982    | 1'25"668    | 6       |
| 7                           | 8  | Nico Rosberg       | Mercedes                | 1'26"763 | 1'25"469    | 1'25"686    | 7       |
| 8                           | 18 | Pastor Maldonado   | Williams-Renault        | 1'26"803 | 1'26"206    | 1'25"908    | 8       |
| 9                           | 12 | Nico Hülkenberg    | Force India-Mercedes    | 1'27"464 | 1'26"314    | 1'26"451    | 9       |
| 10                          | 16 | Daniel Ricciardo   | STR-Ferrari             | 1'27"024 | 1'26"319    | senza tempo | 10      |
| 11                          | 17 | Jean-Éric Vergne   | STR-Ferrari             | 1'26"493 | 1'26"429    | N.D.        | 11      |
| 12                          | 5  | Fernando Alonso    | Ferrari                 | 1'26"688 | 1'26"494    | N.D.        | 12      |
| 13                          | 14 | Kamui Kobayashi    | Sauber-Ferrari          | 1'26"182 | 1'26"590    | N.D.        | 13      |
| 14                          | 19 | Bruno Senna        | Williams-Renault        | 1'27"004 | 1'26"663    | N.D.        | 14      |
| 15                          | 11 | Paul di Resta      | Force India-Mercedes    | 1'27"469 | 1'27"086    | N.D.        | 15      |
| 16                          | 6  | Felipe Massa       | Ferrari                 | 1'27"633 | 1'27"497    | N.D.        | 16      |
| 17                          | 15 | Sergio Pérez       | Sauber-Ferrari          | 1'26"596 | senza tempo | N.D.        | 22      |
| 18                          | 9  | Kimi Räikkönen     | Lotus-Renault           | 1'27"758 | N.D.        | N.D.        | 17      |
| 19                          | 20 | Heikki Kovalainen  | Caterham-Renault        | 1'28"679 | N.D.        | N.D.        | 18      |
| 20                          | 21 | Vitalij Petrov     | Caterham-Renault        | 1'29"018 | N.D.        | N.D.        | 19      |
| 21                          | 24 | Timo Glock         | Marussia-Cosworth       | 1'30"923 | N.D.        | N.D.        | 20      |
| 22                          | 25 | Charles Pic        | Marussia-Cosworth       | 1'31"670 | N.D.        | N.D.        | 21      |
| Tempo limite 107%: 1'32"214 |    |                    |                         |          |             |             |         |
| NQ                          | 22 | Pedro de la Rosa   | HRT-Cosworth            | 1'33"495 | N.D.        | N.D.        | NQ      |
| NQ                          | 23 | Narain Karthikeyan | HRT-Cosworth            | 1'33"643 | N.D.        | N.D.        | NQ      |

Con i tempi in grassetto sono visualizzate le migliori prestazioni in Q1, Q2 e Q3.

## Gara

### Resoconto
Al via Jenson Button scatta bene e supera Lewis Hamilton alla prima curva prendendo subito la testa della corsa. Ottime anche le partenze di Nico Rosberg che passa dalla settima alla quarta posizione e di Fernando Alonso che passa dalla dodicesima all'ottava posizione, mentre Romain Grosjean scivola in sesta posizione con Mark Webber che finisce in nona posizione. Vettel è quinto alle spalle delle due Mercedes. Anche Räikkönen ha un buon avvio e, dopo essere partito 17º, al termine del primo giro è già 13º. Nelle retrovie Daniel Ricciardo manda Bruno Senna in testacoda, mentre Sergio Pérez e Nico Hülkenberg hanno subito danni per un contatto alla prima curva che costringerà il tedesco al ritiro.
Al secondo giro Vettel passa Rosberg, mentre finisce la gara di Grosjean che viene attaccato da Pastor Maldonado alla Ascari e nel contatto subisce la rottura della sospensione anteriore destra; della lotta tra i due approfitta Alonso per scavalcare il venezuelano salendo al sesto posto. Maldonado commette poi un errore al quinto giro finendo sull’erba e scendendo al nono posto. Le McLaren di Button e Hamilton cominciano a prendere vantaggio su Michael Schumacher, Sebastian Vettel, Rosberg e Alonso. Al 6º giro Vettel va sull’erba alla prima curva ma riesce a resistere all’attacco di Rosberg.
Al 12º giro Schumacher è costretto al ritiro per un problema al cambio consentendo a Vettel di salire al terzo posto, già staccato di dieci secondi da Hamilton e di tredici da Button. La prima tornata di pit stop consente a Button di consolidare la sua prima posizione; Hamilton esce infatti alle spalle di Raikkonen e Pérez che non si sono ancora fermati. Dopo il pit di Kimi al giro 19, solo al 21º giro Lewis riesce a passare il messicano, subito imitato da Vettel già nella sua scia. All’inizio del giro 23 Alonso, che aveva passato Rosberg al pit stop, supera Pérez e sale al quarto posto. Il tedesco e Webber iniziano un duello che si conclude con l'entrata ai box di Rosberg al 31º giro dopo che lo stesso aveva effettuato una manovra al limite, perciò Webber guadagna una posizione salendo al quinto posto. Nelle retrovie Räikkönen era salito all’ottavo posto al 27º giro superando Massa, tra i più in crisi con le gomme.
Al 37º giro, poco dopo che le due McLaren e Alonso hanno effettuato il secondo pit stop, Vitalij Petrov della Caterham si ferma nel rettilineo di partenza e pertanto i commissari fanno entrare in pista la Safety car. Vettel e Webber approfittano della situazione per compiere la loro sosta e guadagnare una posizione a testa ai danni della McLaren di Hamilton e della Ferrari di Alonso, che riesce di stretta misura a rimanere davanti allo scatenato Pastor Maldonado. Alla ripartenza Jenson Button allunga subito lasciando il terzetto che lo segue a giocarsi i rimanenti posti del podio; seguono Alonso e Maldonado in lotta per la quinta piazza. Pérez, unico a non fermarsi per il secondo stop, risale al settimo posto, mentre Kobayashi ha passato Raikkonen per il nono posto, alla ripartenza. Al 48º giro Ricciardo attacca Felipe Massa alla Whiteford con Senna che cerca di approfittarne, ma i due connazionali vengono a contatto finendo larghi alla curva 4. Entrambe le vetture sono danneggiate: Senna ha una foratura ma può continuare dopo aver effettuato il pit-stop, Massa invece deve ritirarsi per un danno più serio alla sospensione. Button allunga nuovamente senza problemi lasciando il terzetto che segue a giocarsi le altre posizioni da podio. Maldonado invece mette sotto pressione Alonso per il quinto posto.
Negli ultimi giri non cambiano le prime quattro posizioni e Button può così vincere la gara inaugurale della stagione; l'inglese s'impone per la terza volta in Australia, ottenendo anche il giro più veloce. Pastor Maldonado, proprio all'ultimo giro, commette un errore finendo a muro ed è perciò costretto al ritiro mentre Alonso conclude la gara al quinto posto. Grande confusione nell’ultimo giro; Pérez, in crisi di gomme, viene a contatto con Rosberg che, con la vettura danneggiata, conclude al rallentatore. Ne beneficiano Kamui Kobayashi che chiude in sesta posizione e Kimi Räikkönen che, dopo essere partito 17º, termin in settima posizione. Alla fine Sergio Pérez salva l'ottavo posto, Daniel Ricciardo finisce nono (per la prima volta nei punti) e Paul di Resta conclude in decima posizione. Per la prima volta due piloti australiani vanno a punti nella stessa gara. La Lotus, anche se con una nuova denominazione, torna a punti dai tempi del Gran Premio del Belgio 1993.

### Risultati
I risultati del gran premio sono i seguenti:
| Pos | Nº | Pilota             | Costruttore             | Giri | Tempo/Ritiro               | Griglia | Punti |
| --- | -- | ------------------ | ----------------------- | ---- | -------------------------- | ------- | ----- |
| 1   | 3  | Jenson Button      | McLaren-Mercedes        | 58   | 1h34'09"565                | 2       | 25    |
| 2   | 1  | Sebastian Vettel   | Red Bull Racing-Renault | 58   | +2"139                     | 6       | 18    |
| 3   | 4  | Lewis Hamilton     | McLaren-Mercedes        | 58   | +4"075                     | 1       | 15    |
| 4   | 2  | Mark Webber        | Red Bull Racing-Renault | 58   | +4"547                     | 5       | 12    |
| 5   | 5  | Fernando Alonso    | Ferrari                 | 58   | +21"565                    | 12      | 10    |
| 6   | 14 | Kamui Kobayashi    | Sauber-Ferrari          | 58   | +36"766                    | 13      | 8     |
| 7   | 9  | Kimi Räikkönen     | Lotus-Renault           | 58   | +38"014                    | 17      | 6     |
| 8   | 15 | Sergio Pérez       | Sauber-Ferrari          | 58   | +39"458                    | 22      | 4     |
| 9   | 16 | Daniel Ricciardo   | STR-Ferrari             | 58   | +39"556                    | 10      | 2     |
| 10  | 11 | Paul di Resta      | Force India-Mercedes    | 58   | +39"737                    | 15      | 1     |
| 11  | 17 | Jean-Éric Vergne   | STR-Ferrari             | 58   | +39"848                    | 11      |       |
| 12  | 8  | Nico Rosberg       | Mercedes                | 58   | +57"642                    | 7       |       |
| 13  | 18 | Pastor Maldonado   | Williams-Renault        | 57   | Incidente                  | 8       |       |
| 14  | 24 | Timo Glock         | Marussia-Cosworth       | 57   | +1 giro                    | 20      |       |
| 15  | 25 | Charles Pic        | Marussia-Cosworth       | 53   | Pressione olio             | 21      |       |
| 16  | 19 | Bruno Senna        | Williams-Renault        | 52   | Collisione con F.Massa     | 14      |       |
| Rit | 6  | Felipe Massa       | Ferrari                 | 46   | Collisione con B.Senna     | 16      |       |
| Rit | 20 | Heikki Kovalainen  | Caterham-Renault        | 38   | Sospensione                | 18      |       |
| Rit | 21 | Vitalij Petrov     | Caterham-Renault        | 34   | Sterzo                     | 19      |       |
| Rit | 7  | Michael Schumacher | Mercedes                | 10   | Cambio                     | 4       |       |
| Rit | 10 | Romain Grosjean    | Lotus-Renault           | 1    | Collisione con P.Maldonado | 3       |       |
| Rit | 12 | Nico Hülkenberg    | Force India-Mercedes    | 0    | Collisione alla partenza   | 9       |       |
| NQ  | 22 | Pedro de la Rosa   | HRT-Cosworth            |      |                            | NQ      |       |
| NQ  | 23 | Narain Karthikeyan | HRT-Cosworth            |      |                            | NQ      |       |

## Classifiche Mondiali

### Piloti
| Pos | Pilota           | Punti |
| --- | ---------------- | ----- |
| 1   | Jenson Button    | 25    |
| 2   | Sebastian Vettel | 18    |
| 3   | Lewis Hamilton   | 15    |
| 4   | Mark Webber      | 12    |
| 5   | Fernando Alonso  | 10    |
| 6   | Kamui Kobayashi  | 8     |
| 7   | Kimi Räikkönen   | 6     |
| 8   | Sergio Pérez     | 4     |
| 9   | Daniel Ricciardo | 2     |
| 10  | Paul di Resta    | 1     |

### Costruttori
| Pos | Team                    | Punti |
| --- | ----------------------- | ----- |
| 1   | McLaren-Mercedes        | 40    |
| 2   | Red Bull Racing-Renault | 30    |
| 3   | Sauber-Ferrari          | 12    |
| 4   | Ferrari                 | 10    |
| 5   | Lotus-Renault           | 6     |
| 6   | STR-Ferrari             | 2     |
| 7   | Force India-Mercedes    | 1     |

## Decisioni della FIA
Al termine della gara, Heikki Kovalainen viene penalizzato di cinque posizioni sulla griglia di partenza del prossimo Gran Premio della Malesia per aver violato l'articolo 40.8 del regolamento sportivo. Il pilota finlandese ha infatti superato due vetture in regime di Safety car.